# ジェフ・ベゾス
ジェフリー・プレストン・ジョーゲンセン（Jeffrey Preston Jorgensen、1964年1月12日 - 、プロとしてはジェフ・ベゾス (Jeff Bezos) としてよく知られている）は、アメリカ合衆国の実業家、投資家、フィランソロピスト。Amazon.comの共同創設者、取締役会長。
ジェフ・ベイゾスとも。
世界最大級の資産家の1人であり、フォーブスの長者番付によると2020年時点で2046億ドルの資産を有する。世界で初めて資産が2000億ドルを超えた人物。2013年に米有力新聞ワシントン・ポストを買収しオーナーとなった。

## 生い立ち

### 家系
ジェフ・ベゾスことジェフリー・プレストン・ベゾス（出生名：ジェフリー・プレストン・ジョーゲンセン）は、1964年1月12日にニューメキシコ州アルバカーキに生まれた。
父はシカゴ出身のテッド・ジョーゲンセン(Ted Jorgensen)、母はジャックリン・ギーゼ・ジョーゲンセン (Jacklyn Gise Jorgensen) という名である。Jorgensenの家系はデンマーク系であり、テッドの祖父はデンマークのホルベックからの移民であった。ジェフが生まれたとき、母親は17歳の高校生であり、父のテッドはバイクショップのオーナーだった。
ベゾスの母方の祖父はアルバカーキでアメリカ原子力委員会の地方局長 (regional director) をしていたローレンス・プレストン・ギーゼである。ギーゼは早くにその職を辞し、テキサス州コトゥーラ近郊にある家族で経営する牧場の仕事を始めたが、ベゾスは若い頃よくここで夏を過ごした。彼は後にこの牧場を買い取り、25,000エーカーあった土地を300,000エーカーにまで広げている。母方の祖母はマッティ・ルイズ・ギーゼ（旧姓はストレイト）という名で、家系をたどると、ベゾスはカントリー歌手のジョージ・ストレイトといとこの関係にあたる。
ほどなく母はテッドと離婚し、1968年4月にキューバ移民のミゲル・「マイク」・ベゾスと再婚する。マイクは4歳だったジョーゲンセンの息子を養子にとり、そのときに姓もベゾスと改めた。一家はテキサス州ヒューストンに引っ越し、義父のマイクはニューメキシコ大学を卒業後にエクソンでエンジニアとして働き始めた。

### スクール時代
ベゾスは小学4年から6年までヒューストンのリバー・オークス小学校に通った。ベゾスは科学に関心を持っており、工作の才能もあった。ある時は電動のアラームを仕掛けて、弟たちを部屋に入れないようにしていたほどである。
一家はフロリダ州マイアミに移り、ベゾスはマイアミ・パルメット高校に通った。彼は高校在学中からマクドナルドで働き、朝のシフトで簡単な調理を担当していた。フロリダ大学で開催された科学の生徒研修プログラムにも参加している。1982年に彼はいわゆる卒業生総代を務め、ナショナル・メリット・スカラーシップ、シルバー・ナイト賞を獲得している（どちらも優秀な生徒に贈られる奨学金または表彰制度）。

### 大学時代
1986年に、GPA4.2でプリンストン大学を卒業し、電気工学と計算機科学で学位を取得した。当初は物理学者となることを目指していたが、量子力学の偏微分方程式の問題を理解できず、クラスメイトに代わりに解いてもらったときにその夢をあきらめた(そのクラスメイトは3ページ分の代数の問題を暗算することができたとベゾスは述懐している)。ベゾスは直ちに電気工学とコンピュータサイエンスに専攻を変えたという。
彼はまた全米最古の学生クラブであるファイ・ベータ・カッパのメンバーでもあった。大学時代には、優秀な工学徒としてタウ・ベータ・パイにも選出され、宇宙探査・開発のための学生組織のプリンストン支部長にもなっている。

## 経歴

### キャリアアップ時代
1986年にプリンストン大学を卒業したベゾスはインテル、ベル研究所、アーサー・アンダーセンなどからオファーを受けた。彼が最初に就職したのは金融決済システムを手がけるスタートアップ企業のFitelで、貿易情報のネットワーク構築に従事した。ベゾスは、その後開発部門と顧客サービスの責任者に昇進している。
その後に大手金融サービス会社バンカース・トラストでプロダクト・マネージャーとなり、銀行業界に籍を移して1988年から1990年まで働いた。
さらにその後、1990年から1994年まで新興のヘッジファンドであるD.E.ショーで仕事をし、30歳のときには同社で4人目のシニア・バイス・プレジデント(副社長)になった。D.E.ショーで、当時話題になっていたインターネットについて調査を任されたことで、インターネットが急速に普及しつつあることを知り、ベゾスはインターネットによる物販の可能性を確信する。

### Amazon起業
1993年になり、ベゾスはオンライン書店を始めることを決める。ヘッジファンド出身でプログラミングの知識が無かったため、自らはコードを書かなかった。1993年7月5日、ベゾスはCadabra, Inc.という名の会社をワシントン州の法人として登記した。1994年1月、ある弁護士が「Cadabra」を「cadaver（死体）」と聞き間違えた出来事を受けて、ベゾスは社名を変更することになった。
その後、彼はD.E.ショーを退職して、ニューヨークからシアトルへの移動中に事業計画を書き上げ、自宅のガレージでAmazonを起業した。1994年1月のことだった。新しい会社の名前は南アメリカのアマゾン川にちなんだもので、アルファベットの最初の文字であるAから始まるという意味合いも一部にはあった。
両親が30万ドルともいわれる金額を都合してくれたため、彼はそれをアマゾンに投資した。彼は初期の投資家の多くに、アマゾンが潰れたり自分が破産する可能性は70パーセントあると告げていた。Amazonはもともとオンライン書店であったが、ベゾスは常にその業務を拡大する計画を温めていた。

### 株式公開により競合買収
Amazon創業から3年後に、ベゾスは株式の公開(IPO)を行っている。フォーチュンやバロンズには厳しい観測の記事が掲載されたが、ベゾスはインターネットの成長によって、ボーダーズやバーンズ・アンド・ノーブルのような巨大な書店チェーンとの競争に勝てると譲らなかった。
1998年、ベゾスは音楽と映像もオンラインで販売を始めた。この年の終わりには、彼の会社はさまざまな日用品も扱うようになった。1997年の株式公開で調達した5,400万ドルを資金として小規模な競合他社を積極的に買収した。

### ITバブル崩壊を乗り越えて快進撃
21世紀初頭のITバブル崩壊により多くのIT企業が倒産に追い込まれ、2000年にはAmazonの株価も113ドルから6ドルに暴落したものの、堅実なビジネスモデルを選択したAmazonは生き残り、IT不況を乗り越えて電子商取引における大手企業となった。
2002年には、天気予報チャンネルとウェブ・トラフィックからデータを集積して、アマゾン・ウェブ・サービスをスタートさせた。しかしこの年の後半に、大規模な投資が続いていたAmazonは収益の伸びがとまった段階で財政難に陥ってしまった。2000年にベゾスは銀行から200億ドルの融資を受けているが、Amazonのキャッシュバランス（現金残高）はわずか3億5,000万ドルに減少していたのである。
会社が破綻間近になったため、ベゾスは複数の物流センターを閉鎖し、Amazonの全従業員の14%にあたる人数を解雇した。Amazonは2003年には財政的な安定を取り戻し、この年は4億ドルの黒字となった。

### ハード・ソフト事業の開始
ベゾスがAmazon Kindleをスタートしたのは2007年11月である。2008年のタイム誌の記事によれば、彼はビデオゲームと同じように読書でもフローな状態をつくりたいと考えていた。つまり読者が完全に本へ没入できるようしたいと思っていたのである。
2013年にはAmazon Web Servicesについてアメリカ中央情報局(CIA)と6億ドルの契約を結んでいる。この年の10月に、Amazonは世界最大のオンライン小売企業として認められた。2017年5月、3日間で10億ドルのアマゾン株を売却したとOnebox Newsが報じた。2021年2月2日、AmazonのCEOを2021年7〜9月期（第3四半期）に退任すると発表。2021年7月5日にCEOと社長を退任した。後任のCEOと社長はアンディ・ジャシー。

### ブルーオリジン設立
2000年9月、ベゾスは有人宇宙飛行事業を目的とする民間企業であるブルーオリジンを設立した。宇宙旅行と太陽系の開拓に彼は昔から関心を持っていた。1982年に高校を卒業したときは総代表としてスピーチを行ったが、後日マイアミ・ヘラルドから内容について取材を受け、そこでも地球周回上にホテルや、アミューズメントパーク、コロニーを建設することに興味があると語っている。18歳のベゾスはまた、地球上の資源の枯渇を憂いて、環境保護への関心も表明していた。

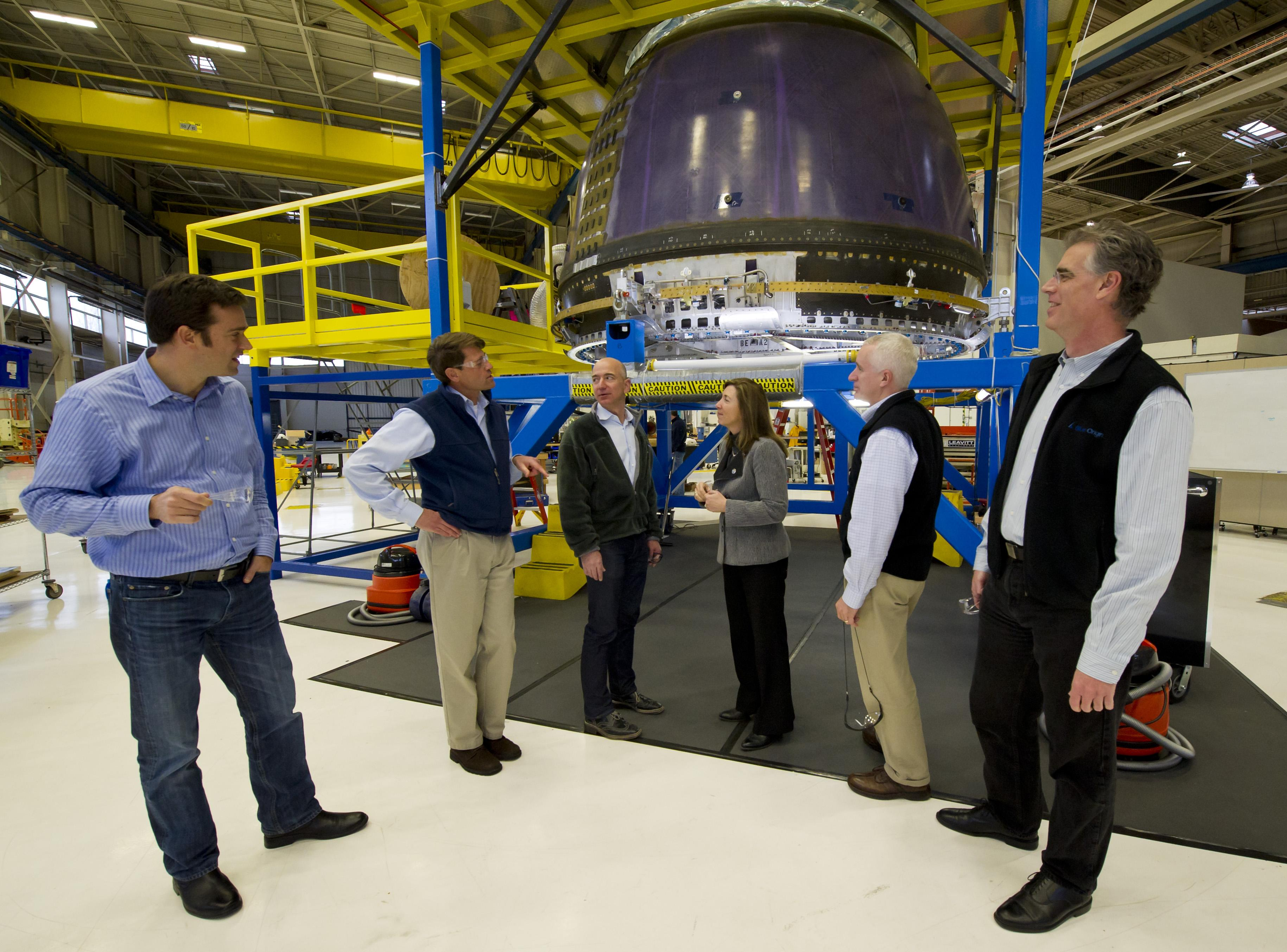
ブルーオリジンのクルー搭乗カプセルの見学をNASA副長官ロリ・ガーバー（右から3人目）に案内するベゾス

ブルーオリジン設立後、2006年までは特に目立った活動はなかったが、この年にテキサス州西部に打ち上げおよび実験施設の建設のために広大な土地を購入している。2000年代後半にこの会社に世間の注目が集まると、ベゾスは有人宇宙旅行のコスト低減と地球外旅行の安全性向上についてたびたび語るようになった。
2011年9月、ブルーオリジンの無人試作ロケットの１つが低高度での飛行試験中に機能停止した。この事故はある意味で挫折と受け取られることもあったが、その後の報道では設立時と比較してブルーオリジンは宇宙飛行に向けてはるかに前進しているということが報じられた。
2013年5月、ベゾスはヴァージン・ギャラクティックの会長リチャード・ブランソンと面識を持ち、この年に宇宙飛行事業の可能性と戦略について議論を繰り返した。彼はリチャード・ブランソン、イーロン・マスクの名を挙げて、自分も含めた3人には億万長者であり、複数の事業を経営しながら宇宙飛行を第一に考えている共通点があると語ったことがある。

### ワシントンポスト買収
2013年8月5日、ベゾスは15年来の知り合いのドナルド・E・グラハムがオーナーを務めるワシントンポストを買収したことを発表した。買収額は2億5,000万ドルだった。そのために彼は有限責任の持ち株会社であるナッシュ・ホールディングスを設立している。2013年10月1日に売却が成立し、ナッシュ・ホールディングスの傘下に入った。
2014年3月、ベゾスははじめてワシントンポストに大きな改革を行い、テキサス州、ハワイ州、ミネソタ州で提携する地方紙を購読する読者に向けてオンライン版のペイウォール〔課金制度〕を撤廃した。2016年1月には、デジタル版やモバイル版、アナリティクス・ソフトウェアの刷新を行い、メディアとテクノロジーの会社として再出発を図った。
一方で買収してから数年は、新聞社との将来的な利益相反の可能性も指摘されていた。ベゾスとワシントンポストの編集委員会は、オーナーが新聞のコンテンツを不当に操作しているという批判は事実でないと否定し、ベゾスは新聞の独立性は保っている。2016年にはオンライン版の購読者が急増し、ワシントンポストは2013年にベゾスが買収して以降、はじめて黒字化した。

### ベゾス・エクスペディションズによる投資活動
ベゾスは、ベンチャー・キャピタルのベゾス・エクスペディションズ(Bezos Expeditions)を通じて、個人的な投資を行っている。1998年にはGoogleに25万ドルを投資し、最初期の株主の１人となった。彼はこの投資でGoogleの株式を330万株取得したが、その株価は2017年には310億ドル相当になっている。
ベゾスは老化を遅くしたり、止めたりすることで寿命を延長させる研究をするユニティ・バイオテクノロジー社(Unity Biotechnology)にも投資を行っている。ヘルスケア分野では同社のほかにグレイル(Grail)、ジュノ・セラピューティックス(Juno Therapeutics)、ゾックドック(ZocDoc)などにも関わっている。

## 対外イメージ
冷酷な経営者
ニューヨーク・タイムズのジャーナリスト、ネリー・ボウルズは、世間的なベゾスの人格や人柄のイメージについて「きわめて優秀だが、ミステリアスで冷血な大物経営者」と評したことがある。1990年代に、ベゾスは従業員が慈善事業や社会福祉に頼ることを前提にした冷酷な経営によってAmazonを成功させたという評価を受けることもあった。
極度の倹約家
世間においては、彼の事業における極度の節制や倹約とAmazonや彼個人の資産の豊かさがセットで語られるようになった。ベゾスは億万長者どころではない資産がありながら、服はAmazon本社のオフィスにあるロッカーにおいているし、乗っているのも1996年式のホンダアコードである。
若い頃はオタク
2000年代の前半では彼はいわゆるギークやナード（おたく）であり、社会性に欠けるというイメージを持たれており、サイズの合わない服を着たり、人付き合いにおいて数々の失敗をしていた。
必要以上に定量化とデータを優先する
ベゾスは世間から必要以上に定量化とデータを優先するとみられている。このイメージは伝記作家のアラン・ドイチュマンが詳述しているとおり「リストをもとに語り」、「自分が行うあらゆる決定の前に、基準と優先順位」を列挙するというものである。
過度に競争を煽る人間
彼の人格を伝える本や文章には、議論を呼び、世間の注目を集めるものもある。有名なのはジャーナリストのブラッド・ストーンがベゾスに無断で出版した『ジェフ・ベゾス 果てなき野望』で、この本の中では注文の多い上司であり過度に競争を煽る人間として描かれている。
Amazonの元従業員の証言では、ベゾスとのまるでダーウィン主義者とするかのようなやりとりも注目に値するが、同時に企業を成功させ続ける手腕についての賞賛の声も挙がる。
楽観的なCEO
経営上の障害や外部性をほとんど顧みない、あまりに楽観的なCEOという悪い意味でのステレオタイプも持たれている。
一方で、こうした評価については、ベゾス自身や彼の妻、Amazonの従業員、そして世間からも性格付けとしては間違っていると批判もされている。
外見と出費
2010年代前半で、ベゾスの経営には帝国主義的な性格があるという評価が定まり、それとともに世間的なイメージも変化しはじめる。彼は仕立てた服を着るようになり、厳しいダイエットを課してウェイト・トレーニングを始めたほか、金を使うことに躊躇がなくなった。
ベゾスの肉体改造は企業としてのAmazonの変貌とも比較され、Amazonそのものになぞらえて語られることも多くなった。その外見から、独占的なビジネスをてがける企業を象徴するような世間的イメージを持たれることが増え、ポップカルチャーにおいては、野心家のスーパーヴィランとしてパロディにもされている。
安売りをする傲慢な人物
2017年以降、サタデー・ナイト・ライブではカイル・ムーニーやスティーヴ・カレルから安売りをする傲慢な人物として表現されるようになった。彼はタコやローストしたイグアナを食べるなど変わった食事をすることも知られている。
世界最悪の上司
2014年5月には、国際労働組合総連合がベゾスを「世界最悪の上司」と名付け、書記長のシャラン・バロウは「ジェフ・ベゾスは北アメリカ的な企業モデルを推し進めている雇用者の残酷さを象徴している」と評した。
事業以外の出費を嫌がる
2010年代後半には、事業化できないものに関わる費用を支出することを嫌がるというイメージが覆されることになる。しかし他の富豪と比べたときには、慈善事業に対する関わり方が比較的浅いことをもって、2016年以降は世間から悪い評判を持たれるようにもなる。
ベゾスは自身に関する批判的な記事については積極的に反論することでも知られている。2015年、彼はニューヨークタイムズに掲載された記事を非難する文章を従業員に回覧させた。

## 経営哲学
後悔最小化のフレームワーク
ベゾスはD.E.ショー時代やAmazonの創業期に自ら「後悔最小化のフレームワーク」と呼ぶ考え方を採用していた。彼はその人生哲学をこう表現する。「80歳になったら、自分はウォール街を去ったことを後悔するだろうか？ノー。インターネットの誕生に立ち会えなかったことを、自分は後悔するだろうか？イエス」。
経営の数値化
1990年代から2000年代初めまで、彼はAmazonを経営する上であらゆる側面を数値化しようとして、従業員をスプレッドシートでリスト化したり、経営上の判断をデータに基づいて行った人物とされる。
素早く大きくなれ
Amazonを成長させるために、彼は「Get Big Fast」〔素早く大きくなれ〕というモットーを実行した。この言葉は、会社には一定の事業規模が必要であり、安定的にマーケットを独占しなければならないということを言ったものだ。
一方で彼は、Amazonが得た利益を配当の形で株主に還元せず、会社の成長のために使っている。
ワーク・ライフ・ハーモニー
ベゾスは一般的な「ワーク・ライフ・バランス」という言葉を使わず、「ワーク・ライフ・ハーモニー」と言う。バランスという言葉には、どちらかではなく一方（だけ）を持つかのような含みがあると彼が考えているからである。彼の考えでは、仕事と家庭生活は、情報を共有して調整をおこなう相互接続的なものなのだ。
ベゾス・プリンシパル
ジャーナリストのウォルト・モスバーグは、批判や指摘を受け入れられない人間には新しいことやおもしろいことができるはずがないという考え方を「ベゾス・プリンシパル」と名付けている。
2枚のピザ
ベゾスはミーティングを早朝に設定せず、また社内では「2枚のピザ」ルールを守らせている。これはピザが2枚あれば全員に行き渡る人数だけを会議室に集めろ、というものである。
面接時のルール
Amazonで採用しようとしている人間を面接するときに、ベゾスは3つのことを自分に問いかけると語っている。それは、その人物を尊敬できるか、その人物が当たり前になっている基準を引き上げられるか、どんな状況においても模範的となれるか、である。またベゾスは能力の高い社員にはパワーポイントを使わせず、原稿6枚分の情報を口頭でプレゼンさせる。
5つの原則
彼はAmazonに投資を行う人間とは一年間トータルで6時間しか顔を合わせることがない。1998年以降、年に一度、ベゾスはAmazonの株主宛に5つの原則を繰り返し述べた手紙を送っている。5つの原則とは、下記のとおりである。
- 競争相手ではなく顧客をみる。
- マーケットを握るためにリスクをとる。
- 従業員のモラルを高める。
- 企業文化（組織文化）を育てる。
- 人に活力を与える。

自身のメールアドレス
彼は自分や会社に顧客がアクセスする窓口である「jeff@amazon.com」というメールアドレスを変えていない。届いたメールに返信することはないが、そのうちのいくつかには件名にクエスチョンマークを付けて、該当する分野を担当する役員に転送している。
影響を与えた人物
ベゾスは彼の経営哲学に大きな影響を与えた人物として、ウォーレン・バフェット（バークシャー・ハサウェイ）、ジェームズ・ダイモン（ＪＰモルガン・チェース）、ボブ・アイガー（ウォルト・ディズニー）を挙げている。
アマゾンのオフィス
アマゾンの廊下やエレベーター等の壁は、ホワイトボードが一面に張られており、どこでも議論をしたり質問を告知できるようになっている。またアマゾンの創業時代から、全社員が「中古のドア」で手作りしたデスクを使っており、そうやって浮かせたお金をお客のために使うという。

## 評価と資産
2008年、カーネギーメロン大学から名誉博士号を授与された。
2018年3月、フォーブス世界長者番付の歴史において初めて個人資産1000億ドルを達成する1120億ドルを記録し、ビル・ゲイツを抜き初めて世界長者番付1位となった。
2019年7月、元妻のマッケンジー・スコットと離婚する際に、保有するAmazon株の4%を譲渡した。2020年1月1日時点で1150億ドルだった資産はパンデミックに伴うAmazonの収益増加で爆発的に増えた。
2020年7月20日、純資産が1日で130億ドル(約1兆3800億円)増加した。これは個人純資産の1日の増加幅としては史上最高記録である。2020年8月26日午後、ベゾスの保有資産は世界で初めて2000億ドルを上回った。フォーブスの試算では、2020年8月26日米東部時間13時50分の時点で2046億ドル(約21兆6600億円)となっている。

## 私生活
1992年、マンハッタンのDEショーで働いていたベゾスは、小説家のマッケンジー・タトルと出会った。彼女は当時この会社のリサーチ・アソシエイトであった。2人はこの一年後に結婚している。1994年に州をまたいでワシントン州シアトルに引っ越し、ベゾスはこの地でAmazonを創業した。2人には4人の子供がいる。3人の息子と中国から養子にとった娘が1人である。
2003年3月、ベゾスを含め3人が載っていたヘリコプターが、テールブームを木にぶつけてウェスト・テキサスに不時着した。彼は軽いけがをしたが、その日のうちに現地の病院を退院することができた。
2016年には映画『スター・トレック BEYOND』でスターフリートの隊員役を演じており、キャストやスタッフとともにサンディエゴ・コミックコンで試写会にも参加している。
2019年1月9日、ベゾスは25年間連れ添った妻であるマッケンジーと連名で、「長期にわたる」別居生活を経て離婚する意向であることをTwitter上で発表した。

## 政治

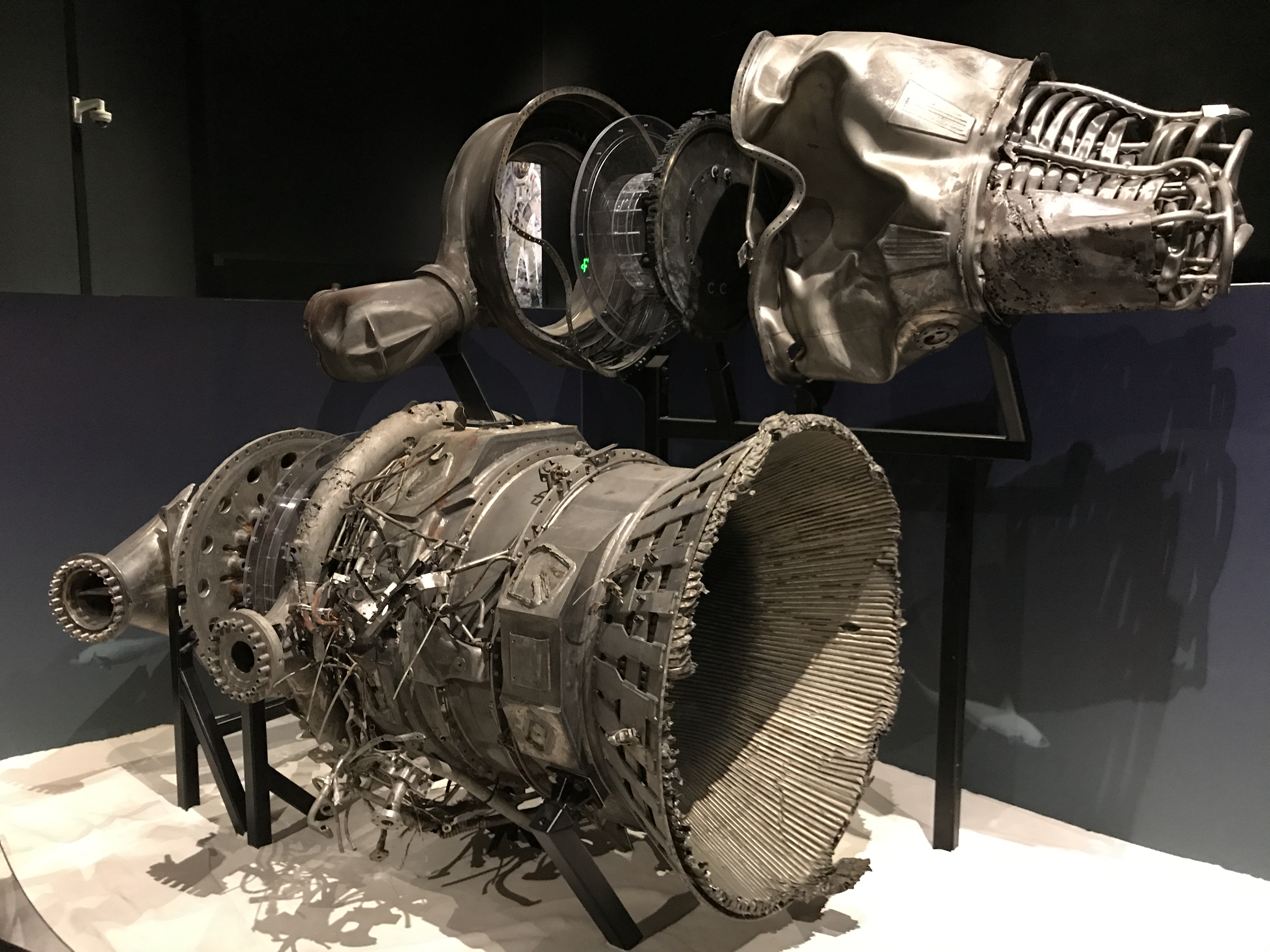
ベゾスが2015年に大西洋の海底から回収する資金提供を行った、F1エンジンは、後にシアトルの航空博物館に寄贈された

ネット関連の議員を支持
選挙活動の収支報告書によれば、ベゾスはワシントン州を選挙区とする民主党の上院議員パティ・マレーとマリア・キャントウェルの選挙戦を支援している。彼はジョン・コニャーズやパトリック・リーヒ、スペンサー・エイブラハムといったインターネット関連の議題を扱い委員会に所属する上院議員を支持している。
同性婚の合法化を支持
ベゾスと妻のマッケンジーはともに同性婚の合法化を支持しており、ワシントン州で同性婚を合法化した住民投票に賛成票を投じるよう運動する団体であるワシントン・ユナイテッド・フォー・マリッジに250万ドルの寄付を行っている。2010年にはワシントン州の所得税を上げることに反対する運動に10万ドルの資金提供をした。2012年には、アマゾンの政治行動委員会(PAC)に寄付を行っており、この機関を通じて民主党議員と共和党議員にそれぞれ5万6,000ドルと7万4,500ドルの資金を提供した。
トランプとは敵対
2016年の大統領選挙後には、国防省が用いる技術の活用を支援する諮問会議である、ドナルド・トランプの国防革新諮問委員会(Defense Innovation Advisory Board)に招聘されたが、ベゾスは特段のコメントもなく固辞している。実際ベゾスとトランプは、敵対関係にあるとも形容されてきた。選挙直後には勝利したトランプとの関係が悪化しているとされる企業の株価が軒並み下がり、アマゾンの株価も下落したことでベゾスの資産も一時的に13億ドル相当が目減りした。トランプは、Twitterを通じて繰り返しベゾスを攻撃しており、彼がフェイクニュースで政権批判をしているだけでなく、アマゾンについても適正な税金を支払わずにアメリカ合衆国郵政公社をこき使っていると批判している。一方でベゾスは、自分のロケット会社を使ってトランプを宇宙に飛ばすというジョークを何度か口にしている。
国防総省との契約
2014年、Amazonは自社のクラウド・コンピューティング関連のサービスで6億ドルといわれる契約をCIAと結ぶことに成功した。2018年には、共同事業防衛基盤(JEDI)として知られる100億ドルの契約を今度は国防総省と締結するが、これはそもそも入札仕様書がAmazonに有利な内容だったといわれている。国防長官ジェームズ・マティスがベゾスに招待されてAmazon本社を見学し、以前にAmazonのコンサルタントを務めていたロビイストのサリー・ドネリーを通じて取引条件の調整を行ったため、このJEDIの契約については議論が巻き起こった。ベゾスは移民に開放的な国境政策を支持しているが、Amazonは移民税関捜査局 (ICE) に対して積極的に顔認識ソフトウェアを売り込んでいる。
サウジアラビアとの関係
2018年3月、ベゾスはシアトルでサウジアラビアの皇太子であり事実上の支配者であるムハンマド・ビン・サルマーンと面会し、サウジヴィジョン2030への投資環境について説明を受けた。2020年１月、国連の専門家はベゾスのiPhoneへのサウジアラビアのムハンマド皇太子によるWhatsAppを通したハッキング事件を報告した。

## 慈善活動
ベゾスは直接寄付を行うとともにベゾス・エクスペディションズの資金提供による非営利のプロジェクトを活用して慈善活動を行っている。この個人投資会社を通じて、ベゾスは、シアトルの歴史産業博物館にベゾスセンター・フォー・イノベーションに1,000万ドルを、プリンストン大学の神経科学研究所にベゾスセンター・フォー・ニューラル・サーキュート・ダイナミクスに1,500万ドルの寄付を行っている。
フレッド・ハッチンソン癌研究センターには2009年から2017年にかけて、1,000万ドルから3,500万ドルまで複数回の寄付している。ベゾスは、元Amazon従業員が設立した非営利団体ワールドリーダーにも80万ドルの寄付をしている。
2012年3月には、大西洋に沈んだサターン5のF1エンジンが水深4,300メートルで発見されたが、彼はこれを海底から回収するつもりであり、それに向けて資金提供を行ったことをブログ上で発表した。2013年にはこのエンジンがアポロ11号の打ち上げに使われたものであることが判明し、回収後にはシアトルの航空博物館で展示されることになった。
一方で彼の慈善活動は、ビル・ゲイツやウォーレン・バフェットのそれと比較されたときはあまりよい評価を受けていなかった。
2017年、慈善活動のアイデア募集をツイッターで投稿した。長期的視点ではなく、現在を大事にした慈善活動戦略を考えているとした。2018年、アメリカの不法移民のための大学奨学金基金であるTheDream.USに3,300万ドルを寄付した。また、アメリカの低所得者コミュニティのための非営利幼稚園のネットワークを設立するための基金に約20億ドルを寄付した。
2020年2月18日、自身のinstagramで私財から100億ドルを投じて気候変動対策のために「ベゾス・アースファンド」を新たに設立すると発表した。また、低所得家庭の子どものために授業料無料の幼稚園ベゾス・アカデミーを設立し、モンテッソーリ教育を取り入れて運営している。
2022年、ホームレスの家族を恒久的な住宅に移転する活動を行っている団体に1億2,300万ドルを寄付した。
2023年8月11日、大規模な山火事により島内一帯に大きな被害が出た米ハワイ州マウイ島の復興支援に婚約者と共同により1億ドルを寄付すると自身のinstagramで表明した。

## テレビ番組
- 日経スペシャル カンブリア宮殿 （テレビ東京）
  - 世界中のライフスタイルを変えよ！アマゾン帝国の全貌（2012年6月7日)[157]
  - 特別総集編"世界最強"創業者スペシャル 大ピンチに生き残る経営！（2020年5月7日）[158]

## 書籍

### 共著
- ジェフ・ベゾス、ディック・コストロ（英語版）他 著、佐藤智恵 訳『巨大な夢をかなえる方法 世界を変えた12人の卒業式スピーチ』文藝春秋、2015年3月。ISBN 978-4163902272。

### 関連書籍
- 脇英世『アマゾン・コムの野望 ジェフ・ベゾスの経営哲学』東京電機大学出版局、2011年6月。ISBN 978-4501626808。
- リチャード・ブラント 著、井口耕二 訳『ワンクリック ジェフ・ベゾス率いるAMAZONの隆盛』日経BP、2012年10月。ISBN 978-4822249151。
- ジェニファー・ランドー(Jennifer Landau) 著、スタジオアラフ 訳『Amazonをつくったジェフ・ベゾス』岩崎書店、2013年2月。ISBN 978-4265079094。
- 桑原晃弥『ジェフ・ベゾスはこうして世界の消費を一変させた ネットビジネス覇者の言葉』PHP研究所、2013年10月。ISBN 978-4569814452。
- ブラッド・ストーン(Brad Stone) 著、井口耕二 訳『ジェフ・ベゾス 果てなき野望』日経BP、2014年1月。ISBN 978-4822249816。
- 西村克己『1分間ジェフ・ベゾス』SBクリエイティブ、2014年6月。ISBN 978-4797377293。
- 桑原晃弥『ジェフ・ベゾス アマゾンをつくった仕事術』講談社、2014年8月。ISBN 978-4062190305。
- 桑原晃弥『ジェフ・ベゾス ライバルを潰す仕事術 企業・業界・組織・人、誰もができる悪の技術』経済界、2015年2月。ISBN 978-4766720594。